# Severská kombinace na Zimních olympijských hrách 1972
V severské kombinaci na Zimních olympijských hrách 1972 v Sapporu se v severské kombinaci konala soutěž jednotlivců. Místem konání byl skokanský můstek Mijanomori a stadion Makomanai. Závod ve skoku se konal 4. února, závod v běhu 5. února. Vítězem se stal východoněmecký sdruženář Ulrich Wehling.

## Medailisté

### Muži
Datum závodu: 4. února 1972 (skok na středním můstku) a 5. února 1972 (běh na lyžích na 15 km)
| Místo            | Jméno            | Stát           | Body (běh) | Body (skok) | Body celkem |
| ---------------- | ---------------- | -------------- | ---------- | ----------- | ----------- |
| Zlatá medaile    | Ulrich Wehling   | NDR            | 200,900    | 212,440     | 413,340     |
| Stříbrná medaile | Rauno Miettinen  | Finsko         | 210,000    | 195,505     | 405,505     |
| Bronzová medaile | Karl-Heinz Luck  | NDR            | 178,800    | 220,000     | 398,800     |
| 4                | Erkki Kilpinen   | Finsko         | 185,000    | 206,845     | 391,845     |
| 5                | Judži Kacuro     | Japonsko       | 195,100    | 195,100     | 390,200     |
| 6                | Tomáš Kučera     | Československo | 191,800    | 196,135     | 387,935     |
| 7                | Alexandr Nosov   | Sovětský svaz  | 201,300    | 186,430     | 387,730     |
| 8                | Käre Olav-Berg   | Norsko         | 180,400    | 204,400     | 384,800     |
| 9                | Günther Deckert  | NDR            | 183,400    | 199,570     | 382,970     |
| 10               | Ralph Pohland    | SRN            | 174,800    | 206,395     | 381,195     |
| ---              | ---              | ---            | ---        | ---         | ---         |
| 26               | Ladislav Rygl    | Československo | 160,400    | 195,355     | 355,755     |
| 28               | Jaroslav Svoboda | Československo | 175,900    | 175,705     | 351,605     |
| ---              | Libor Foltman    | Československo | odstoupil  | ---         | ---         |

## Přehled medailí
| Pořadí | Země                                 | Zlato | Stříbro | Bronz | Celkově |
| ------ | ------------------------------------ | ----- | ------- | ----- | ------- |
| 1.     | Německá demokratická republika (GDR) | 1     | 0       | 1     | 2       |
| 2.     | Finsko (FIN)                         | 0     | 1       | 0     | 1       |
|        | Celkem                               | 1     | 1       | 1     | 3       |